# Rolls-Royce Silver Shadow
La Silver Shadow è una berlina di lusso prodotta dalla Rolls-Royce Motors tra il 1965 ed il 1981.

## La Silver Shadow I
All'inizio degli anni sessanta la Silver Cloud, ancora molto apprezzata dalla facoltosa clientela del marchio britannico, iniziava a sentire, sia a livello estetico che tecnico, il peso degli anni. Occorreva un nuovo modello in grado di riportare la casa di Crewe ad un livello consono al proprio blasone. Sotto questi auspici nacque la Silver Shadow, prima Rolls-Royce con telaio monoscocca (la Cloud aveva ancora il telaio separato).
L'adozione della scocca portante (soluzione utilizzata dalla maggior parte dei costruttori europei sin dai primi anni cinquanta) consentiva un maggiore rigidità torsionale del veicolo a prezzo di un comfort inferiore (a causa del minor isolamento del corpo vettura dalle asperità dei fondi stradali). Per questo i tecnici inglesi, nello sviluppare il progetto, posero grande attenzione alle sospensioni: oltre a scegliere un moderno schema a ruote indipendenti (sia davanti che dietro), curarono particolarmente il "filtraggio" degli scuotimenti, attraverso l'applicazione di elementi elastici in gomma e l'impiego di un sistema autolivellante idropneumatico (basato su brevetti Citroën) su entrambi gli assi. Arrivarono anche freni a disco sulle 4 ruote con servofreno e triplo circuito 
Gli altri organi meccanici della Silver Shadow, lanciata nel 1965, erano ripresi dalla terza serie della Silver Cloud, a partire dal poderoso motore V8 di 6230 cm³, che, alimentato con 2 carburatori SU HD 8, erogava una potenza di 200 cv (SAE) potenza stimata e collegato alle ruote posteriori attraverso un cambio automatico con comando al volante, Borg-Warner a 4 rapporti per le versioni con guida a destra e General Motors "GM 400" a 3 per quelle con guida a sinistra
La Shadow, pur rimanendo una classica berlina a 3 volumi e 4 porte, proponeva linee più tese e moderne, senza rinunciare agli elementi identificativi tipici della marca, come la celebre calandra a "tempio greco" sormontata dalla statuetta Spirit of Ecstasy.
Riccamente rifiniti, come da tradizione, gli interni, realizzati con pelle Connolly, legno pregiato e materiali di qualità (acciaio cromato) anche per la componentistica minore (pulsanti, bocchette dell'aria ecc). Anche la dotazione di bordo era al top: alzacristalli elettrici su tutte le porte, tavolinetti in radica di noce e, a richiesta, un impianto di aria condizionata che era fra i più sofisticati e funzionali che fossero in commercio a quel tempo, con svariati sensori di temperatura dentro e fuori dell'abitacolo, e la possibilità di impostare la temperatura desiderata e della regolazione automatica dei flussi d'aria; con i vari aggiornamenti e restyling, questo optional venne reso di serie su tutti i modelli
Grazie all'attenzione dedicata allo scopo, la Silver Shadow, poteva contare su un comfort di marcia eccezionale, anche a discapito della precisione di guida (messa in discussione dal peso elevato, dalla tendenza ad "affondare" delle sospensioni anteriori e dalla taratura estremamente morbida del servosterzo idraulico, che rendeva un po' "vaga" la direzionalità). Del resto la Shadow non era nata per correre, ma per trasportare nella comodità e nel silenzio più assoluto (l'isolamento acustico era ai massimi livelli) i passeggeri.
Nel 1966 la versione con passo standard (304cm) venne affiancata dalle LWB, con telaio allungato di 11 cm. La LWB era riconoscibile anche per il tetto rivestito in vinile e per il lunotto più piccolo.
Nel 1969 la cilindrata del motore crebbe da 6230 a 6750 cm³ (la potenza raggiunse i 220 CV sempre SAE). Con l'occasione la vettura fu oggetto di alcuni affinamenti: i sistemi autolivellanti idropneumatici, fonti di alcuni problemi d'affidabilità, vennero eliminati in favore di un più semplice sistema pneumatico (montato solo sulle ruote posteriori), mentre il circuito frenante divenne doppio, ad alta pressione. Tutte le versioni adottarono il cambio automatico "GM 400" a tre rapporti.
A livello estetico l'unica novità era rappresentata dall'eliminazione delle prese d'aria sotto i fari anteriore, sostituite da 2 fendinebbia tondi montati sui paraurti. All'interno spiccava, invece, una nuova consolle centrale coi comandi dell'aria condizionata (di serie da questo momento in poi su tutte le versioni) e del nuovo impianto audio, completo di lettore di musicassette.
Nel 1974 la versione per il mercato USA adottò l'alimentazione a iniezione per contenere le emissioni inquinanti (la potenza "cadeva" a 172cv). Le varianti europee rimasero invariate.

## La Silver Shadow II

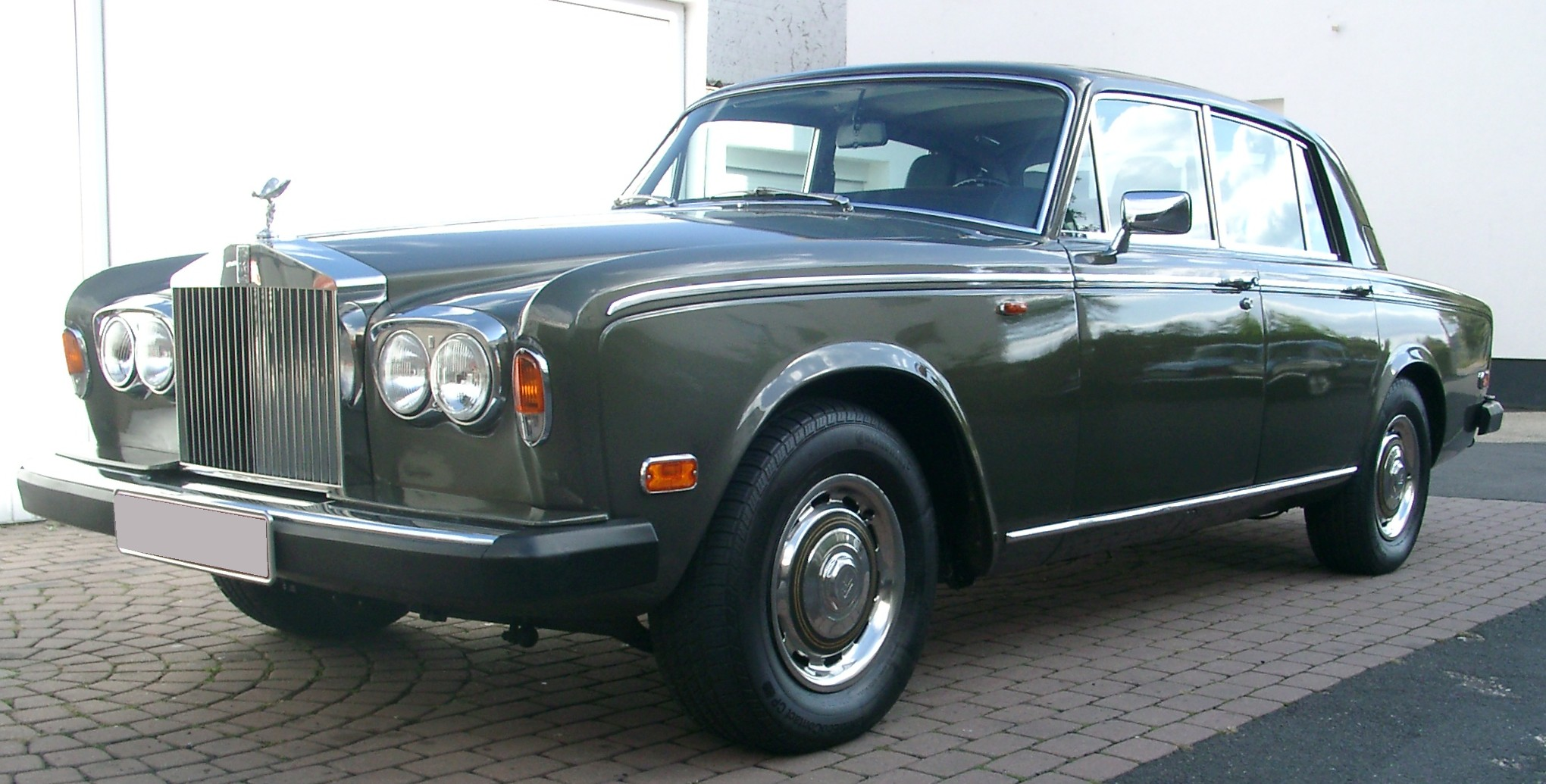
La Silver Shadow II

Nel 1977 una serie di aggiornamenti diede vita alla Silver Shadow II. L'entità delle modifiche (estetiche, tecniche e agli interni) non sarebbe, in realtà, tale da far nascere una vera e propria seconda serie ma la Rolls-Royce preferì definirla così.
Dal punto di vista estetico le novità principali riguardavano i paraurti (più ampi e rivestiti da una fascia protettiva in gomma), la calandra (leggermente rivista), l'adozione di uno spoiler anteriore sotto al paraurti, che inglobava anche i fendinebbia rettangolari, dei retronebbia sotto al paraurti posteriore e dello scarico sdoppiato.
Anche gli interni furono aggiornati (nuova plancia, nuovo impianto di aria condizionata bizona, ancora più ingegnoso e pregiato del precedente, e altri particolari rivisti), mentre le uniche novità tecniche erano rappresentate dall'adozione della scatola di guida a cremagliera e di 2 nuovi carburatori SU. . La versione a passo lungo assunse il nome di Silver Wraith II, ma mantenne il tetto rivestito in vinile.
Nel 1980 anche le versioni per l'Europa adottarono l'alimentazione a iniezione elettronica Bosch K-Jetronic.
La Silver Shadow II uscì di listino nel 1981, rimpiazzata dalla Silver Spirit.

## Curiosità
- Sebbene al termine della produzione risulterà, con oltre 30.000 esemplari prodotti (incluse le Wraith II) la Rolls Royce di maggior successo fino a quel momento, all'inizio i clienti più tradizionalisti espressero parecchie perplessità sulla Silver Shadow. In particolare furono criticate la scocca portante e la linea della vettura, giudicate "troppo moderne".
- Il nome prescelto per il nuovo modello in fase di progettazione era, originariamente, Silver Mist (nebbia d'argento). Prima del lancio fu trasformato in Silver Shadow perché in lingua tedesca la parola "mist" suonava troppo simile a sterco; e la Rolls Royce aveva al tempo molti clienti in Germania.
- Col nome Silver Wraith II veniva indicata la versione a passo lungo della seconda serie della Silver Shadow.
- La Silver Shadow, con leggere modifiche estetiche (calandra), venne commercializzata anche come Bentley Serie T

## La produzione
Complessivamente sono state prodotte 30.059 esemplari di Silver Shadow, suddivisi in 19.493 prima serie (di cui 2776 LWB) e 10.566 seconda serie (di cui 2144 Wraith a passo lungo).